# 加賀の潜戸
加賀の潜戸（かかのくけど）は島根県松江市北部（旧島根町）、日本海に面する潜戸鼻にある海岸景勝地。加賀は集落名を表し、単純に潜戸ともいい、加賀潜戸と表記することもある。
1927年（昭和2年）国の名勝及び天然記念物に「潜戸」の名称で指定されている。大山隠岐国立公園に属する。
日本神話とも関係が深く、佐太大神（佐太神社の祭神）の出生地といわれる。

## 概要
潜戸とは洞窟のことであり、安山岩、凝灰岩の岩盤が地殻変動に伴って断層や亀裂を発生させ、その割れ目に沿って日本海の荒波や強風が岩盤を長い歳月をかけて浸食していったことによって形成されたものである。海寄りの新潜戸と陸寄りの旧潜戸があり、自然的な特徴だけでなく、文化的価値観も全く異なるのが特徴である。

### 新潜戸
新潜戸は3つの入り口があり、中がトンネルのように連結された全長200メートルの海中洞窟となっている。洞内は広く、波が穏やかな日ならば、グラスボートでの探勝が可能。また、この新潜戸は『出雲国風土記』によると、佐太大神の生誕地と記されている。そのため、古くは加賀神社が鎮座し、神域となっていた。現在でもこの洞窟の中に旧社地を示す祠が設けられている。洞門は大神誕生の際、母神が金の弓箭で射通して作ったと語り継がれている。

### 旧潜戸
旧潜戸は、狭隘な入り口（幅5.5m）を持つ洞穴である。内部が広大なのが特徴で、中には仏になった子供らが親を慕い小石を積み上げたと伝えられる賽の河原があり、独特の無常観を呈する。堤防から内部へ潜入するための遊歩道、トンネルが設けられている。

## 遊覧船
3月から11月にかけて潜戸観光遊覧船が運行されており、船に乗って遊覧することができる。